# ۱۲۰۹ (خورشیدی)
۱۲۰۹ هزار و دویست و نهمین سال هجری خورشیدی، سالی کبیسه است.